# Bleijendijk

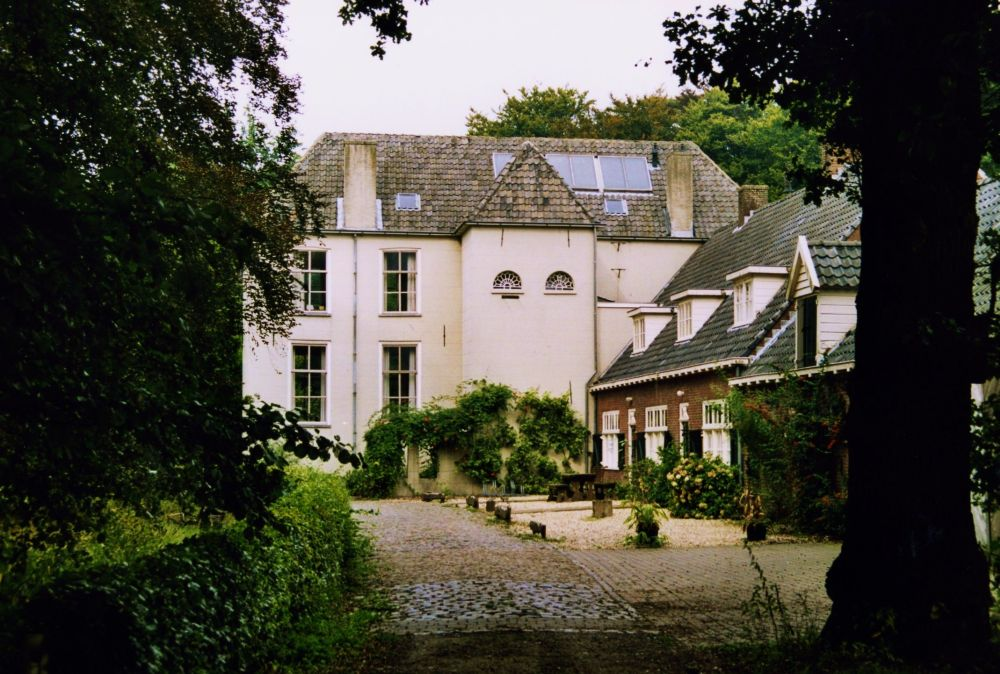
Huis Bleijendijk in 2012

Bleijendijk is een niet voor publiek toegankelijk pariculier landgoed met landhuis en natuurreservaat. Het is ongeveer 120 hectare groot en ligt in de gemeenten Vught, Sint-Michielsgestel en Boxtel.
Het landgoed is van middeleeuwse oorsprong. De eerste bekende bebouwing stamt uit 16de eeuw, in 1685 werd het voor het eerst officieel vermeld. De bedijking van het landgoed is aangelegd vanaf 1463 met akkoord van Philips van Bourgondië. Door het gebied meandert de Essche Stroom. Het landgoed kent beuken- eiken- en lindelanen, beukenbos, vijverpartijen, cultuurtuinen, een stinzenplantenbos, vlechtheggen, nat- en droog natuurgebied en historische panden. In het zuiden bevindt zich een bron met helder, mineraalhoudend drinkwater. Het huis en landgoed zijn niet vrij toegankelijk.
Het landgoed ligt op een dekzandrug en is samen met de aanwezigheid van het beekdal van oudsher een geschikte plek voor bewoning. De vroegste sporen van mensen zijn die van een ijzertijdboerderij en karrensporen gevonden bij de noordgrens van het landgoed.
Sinds 2015 is Landgoed Bleijendijk eigendom van de familie Kooistra-Winnemuller. Er wordt gewerkt aan de integratie van regeneratieve-biologische, biologisch dynamische landbouw, onderwijs, bewustzijnsontwikkeling en natuurbeheer. Dit gebeurt middels een biologische melkveehouderij, een biologische tuinderij, een bakhuis, een houtzagerij. Ook worden er verblijfs- en workshopaccommodaties verhuurd. Basisscholen uit de omgeving komen er voor natuureducatie. Er worden verschillende voedingsmiddelen geproduceerd en verkocht.
In Vught ligt een gelijknamige wijk Bleijendijk.